# Ordem Basiliana Alepiana
A Ordem Basiliana Alepiana é uma ordem religiosa da Igreja Católica Grega Melquita. O nome latino desta ordem é Ordo Basilianus Aleppensis Melkitarum, o nome francês é Ordre Basilien Alepin, a abreviatura usada após o nome é B.A.
A ordem foi fundada em 1697 em Dhour El Shuwayr por monges Alepinos que chegaram da área de Aleppo para seguir a regra de São Basílio. Foi aprovada em 1710. Entre 1824 e 1832, a ordem se separou da congregação principal, a Ordem Chouerita Basiliana.
Muitos bispos proeminentes são membros da Ordem Basiliana Alepia, como o cardeal Gabriel Acacius Coussa (1897-1962), o bispo Justin Najmy (1898-1968) e o arcebispo Hilarion Capucci (1922-2017).
O ramo feminino da ordem, a congregação das Irmãs Basilianas Alepianas foi fundadao em 1740.
Atualmente, a sede da ordem está localizada em Sarba, Jounieh, no Líbano.